# World's Greatest Couple
World's Greatest Couple är det femte avsnittet av andra säsongen av TV-serien How I Met Your Mother. Det hade premiär på CBS den 16 oktober 2006.

## Sammandrag
Lily vaknar upp i Barneys säng. Marshall gör "par-saker" med sin kompis Brad, vilket Ted och Robin retar honom för. 

## Handling
Barney och Lily chockeras av att vakna bredvid varandra i hans säng. Hur hamnade de där? Lilys lägenhet var väldigt liten och hade låg standard. Hon bestämmer sig för att tillfälligt bo hos en av sina vänner. Eftersom hon är allergisk mot Robins hundar och Ted bor med den före detta pojkvännen Marshall frågar hon Barney.
Den evige ungkarlen Barney vägrar. Hon smiter ändå in med hjälp av Teds extranyckel. Motvilligt går Barney med på att hon får bo där några dagar, på villkor att hon inte ändrar något i lägenheten. 
Barneys lägenhet, som ingen av vännerna har sett tidigare, visar sig vara full av detaljer som syftar till att skrämma iväg de kvinnor som Barney tar hem för att ha sex med. Med Lily i lägenheten upptäcker Barney att han nu har ytterligare en sådan detalj. Hon låtsas därför vara hans fru för att skrämma iväg tjejer.
För att det mer ska se ut som att de är ett par låter Barney Lily inreda lägenheten. Hon byter bland annat till skönare lakan i sängen. Konsekvensen blir att Barney i stället för att gå ut ligger hemma i sängen en fredagskväll och tittar på tv med Lily utan att ha sex med henne.
På morgonen blir de som sagt chockade över situationen. Barney skäller ut Lily för att han plötsligt verkar befinna sig i ett förhållande. Lily drar slutsatsen att hans upprördhet beror på att han faktiskt tyckt om de saker (gemensamma måltider, hemmakvällar, med mera) som kommer med ett förhållande. Deras uppgörelse blir i vilket fall att Lily flyttar tillbaka till sin minimala lägenhet, med Barneys nya inredning.
Under tiden saknar Marshall saker som hörde ihop med att leva som ett par. Han börjar tillbringa tid med sin studiekompis Brad, som också precis har avslutat ett förhållande. När de börjar bete sig som om de hade en parrelation gör Ted och Robin narr av Marshall. Han ignorerar dem först, men blir så småningom generad över hur Brad behandlar honom. 
Droppen blir när Marshall möter Brad och ser att han har ett fång blommor med sig. Han börjar förklara för Brad att han är obekväm, men då kommer Brads flickvän. Hon får blommorna av Brad eftersom de nyligen blivit tillsammans igen. Marshall går iväg, något sårad. När han en tid senare möter Brad på en promenad behandlar han honom som ett ex.

## Kulturella referenser
- Barney har enligt Lily en stormtrooper i naturlig storlek i sin lägenhet. Egentligen är det en clonetrooper, en soldat från Star Wars-filmerna Episod II – Klonerna anfaller och Episod III – Mörkrets hämnd. (I senare avsnitt står där i stället en stormtrooper.)
- Barneys smeknamn för sin lägenhet är "The Fortress of Barnitude", en ordlek med "The Fortress of Solitude" ("Ensamhetens fästning") i Stålmannen.
- Barney läser boken "Relationer för Dummies", som till sin utformning ser ut som en bok ur För dummies-serien.
- Ted säger att Marshal och Brad, om de går på bröllop tillsammans, skulle bli som personerna i filmen Wedding Crashers.
- När Marshall säger "We're here. We're hungry. Get used to it, brunch!" (vilket betyder ungefär "Vi är här, vi är hungriga, vänj dig vid det, brunch!) anspelar han på HBTQ-rörelsens slogan "We're here. We're queer. Get used to it.".
- Brad säger till Marshall att han har bokat "Walt Whitman-sviten" i Vermont. Whitman var en homosexuell författare från 1800-talet.